# 迴旋鏢 (電視頻道)
迴旋鏢（Boomerang）是Cartoon Network的兄弟頻道。其主網絡位於美國，另在英國、澳洲、香港、德國、西班牙、法國、巴西、台灣和一些東歐國家播放。

## 概要
迴旋鏢的出現，是因應卡通頻道志在建立全新形象，而將1990年代或以前盛行的經典動畫及卡通作品集中於一個時段區塊播放。這些作品普遍由同為母公司時代華納旗下的華納兄弟、漢納巴伯拉動畫及被接收作品版權的米高梅所製作。
品牌理念一如其名，語帶雙關地表示要把成年人小時候看過的卡通片帶回螢光幕。其過場畫面亦運用了不少絕版古玩和仿古畫面去表達有關概念。
後來因應成為舊世代的作品越見繁多，卡通頻道管理層將其決定將品牌發展成一條獨立的附屬頻道，並於2000年4月1日傳上衛星廣播。有關做法亦逐步拓展至全球業務，並就著地區差異而容許採購當地獨有的經典作品。
2015年，頻道因應觀眾層改變而進行全球同步的大革新，重新定位為收納所屬集團內所有已經結束製作週期的作品，與及非卡通頻道主力推薦的現代外購作品。頻道亦安排一些傳統品牌的重製作品，如2014年製作的猫和老鼠、2015年製作之兔巴哥等樂一通相關卡通及史酷比等，進行先於卡通頻道的首播。過場動畫亦轉趨現代化，期望可以將地位拓展至跟卡通頻道平分秋色，成為另一個老少咸宜的品牌。

## 台灣版本頻道
於台灣播放的迴旋鏢（Boomerang）已在2023年7月28日起，正式更名為CARTOONITO。並將該頻道節目表進行更動，完全用於播出CARTOONITO製作的兒童節目。

## 美國版本頻道
美國版本的迴旋鏢使用的是一週循環時間表。革新以前除了播放Boomerang和Cartoon Network的預告外，並不播放任何商業廣告。在2005年1月17日開始的循環時間表中，每日於美國東岸時間上午八時開始，星期一至星期四維持正常節目表，播放半小時或一小時的卡通節目，星期五整日播放"每月精選"卡通；每一個月為會為星期五選一套卡通，作二十四小時播放。在2005年1月22日，這個環節改為"每月的卡通人物"，現在改在週末美國東岸時間下午二時至下午四時。在星期六，會播映曆年上的卡通（由大概1963年至1983年，每一星期一年）。星期日則播放"Boomeraction"劇場，放映動作或歷險的動畫如"正義聯盟"（Justice League）和"喬尼大冒險"（Jonny Quest）。
迴旋鏢過去曾播放不同經典收藏的動畫短片和卡通系列，包括： 
- 華納兄弟（Warner Brothers）
  - 樂一通（Looney Tunes）和瘋狂旋律（Merrie Melodies）（在不同的系列和格式）
- 米亞梅（MGM）
  - 湯姆貓與傑利鼠 （Tom and Jerry）
  - 德鲁比（Droopy）
  - Screwball Squirrel
  - 班尼熊（Barney Bear）
  - George and Junior
- 漢納巴伯拉動畫（Hanna-Barbera）
  - A Pup Named Scooby Doo
  - 螞蟻阿登姆（The Atom Ant/Secret Squirrel Show）
  - Banana Splits
  - 德克斯特的實驗室（Dexter's Laboratory）
  - 摩登原始人（The Flintstones）
  - 小小摩登原始人（The Flinstone Kids）
  - 香港功夫犬（Hong Kong Phooey）
  - 哈克貝利獵犬（The Huckleberry Hound Show）
  - 鯊魚賈巴爾（Jabberjaw）
  - 杰森一家（The Jetsons）
  - 喬尼大冒險（Jonny Quest）
  - 驕禧少女隊（Josie and the Pussycats）
  - The Magilla Gorilla Show
  - 快槍手麥格羅（Quick Draw McGraw）
  - 叔比狗（Scooby-Doo）
  - Scrappy Doo
  - The Perils of Penelope Pitstop
  - 海底小精靈（The Snorks）
  - 藍色小精靈（The Smurfs）
  - 無敵神貓（Top Cat）
  - 瘋狂大賽車（Wacky Races）
  - 瑜珈熊（Yogi Bear）
- Ruby-Spears
  - Thundarr the Barbarian
  - Heathcliff/Dingbat and the Creeps/Marmaduke
  - Mr. T
  - Karate Kommandos
  - Goldie Gold And Action Jack
- Jay Ward Productions
  - 波波鹿與飛天鼠（Rocky and Bullwinkle）
- Total Television
  - Tennessee Tuxedo and His Tales
  - 敗犬（Underdog）
- Paramount Pictures派拉蒙電影公司
  - 大力水手（Popeye the Sailor）
  - 超人（Superman）
  - Casper and Friends（Properties later sold to Harvey Comics）
- Sandy Frank Entertainment
  - Battle of the Planets
- 聯美（United Artists）
  - 粉紅豹（Pink Panther）
  - The Inspector
  - The Ant and the Aardvark
  - The Blue Racer
  - Tijuana Toads
  - Misterjaw
- United Productions of America
  - Mr. Magoo

Boomerang也播放很多獨家的節目，如"Hanna-Barbera's Cartoon Corral"，"The Zoo"，"Boomeracers"和原本在Cartoon Network播放的"Acme Hour"。
在2005年，Boomerang開始放送新一代的動畫系列，如"兩頭笨狗"，"蝙蝠俠：動畫系列"，"超人：動畫系列"，"寶貝樂一通"，"Duck Dodgers"和"叔比狗的新鮮事"等。在2006年，Boomerang更開始播放Cartoon Network的自製系列，"德克斯特的實驗室"和，"He-Man and the Masters of the Universe", "Mike, Lu & Og"和動畫系列"Justice League。在2005年以前的Boomerang宣傳口號是準確地反映它播放懷舊動畫："Boomerang - It's All Coming Back To You."
2015年開始，迴旋鏢開始加入商業廣告。

## 英國及愛爾蘭版本頻道
Boomerang的英國及愛爾蘭版本頻道，在2000年5月27日開始24小時在"天空數碼"，"NTL"，"Telewest 寬頻"，"Homechoice"，"Top Up TV"和"Chorus 數碼平台"上播放。
好似美國版本頻道一樣，廣播的節目多數是獨家的 米亞梅（MGM）, "Hanna-Barbera"和華納兄弟所製作的節目，雖然它還間中播放舊卡通人物的新系列動畫，如"加菲貓如朋友"，"Taz-mania"，"寶貝樂一通和"Duck Dodgers"等。與美國版本不同的是，英國版本是會播放商業廣告的。Boomerang 英國版本不時更改固定時間表為主題週，以叔比狗的主題週較多。現在Boomerang 英國版本已經開始播放新節目，如"Camp Lazlo"。二月更開始播放"Fosters Home For Imaginary Friends"。由2000年11月開始的幾個月，更多以動作為主題的卡通在週末的"Boomeraction"時段，如"神奇4俠"，"Centurions"和"GoBots的挑戰"等。這個環節維持的時間很短，在2001年5月正式從時間表移走。
Boomerang是現在英國最受歡迎的「特納」頻道，擁有大批收看「英國廣播公司兒童頻道（CBBC）」的觀眾。時差為一小時的附屬頻道（節目會在原Boomerang頻道一小時後播出），Boomerang +1，在2006年3月6首播，而Cartoon Network的附屬頻道Cartoon Network Too也在2006年4月24日開始播放。由2004年開始，英國Boomerang已不再使用美國版本的台徽和標誌，節目前後的短片亦自行用"華納兄弟"和"Hanna-Barbera"的角色製造，配音"And now for more"和"There's more after this"。
在Boomerang 英國版本的節目，包括：Duck Dodgers，Fosters Home For Imaginary Friends，叔比狗（Scooby-Doo），Taz-mania，寶貝樂一通（Baby Looney Tunes），Camp Lazlo，Inspector Gadget，加菲貓與朋友（Garfield and Friends），Gadget Boy，Dangermouse，The Flintstones，Dastardly & Muttely，Top Cat，樂一通（Looney Tunes），湯姆與傑利（Tom & Jerry），Roobarb，Animaniacs，What's New Scooby-Doo，Firehouse Tales，Adventures of Sonic the Hedgehog，Pororo The Little Penguin，The Pink Panther Show，The Chuck Jones Show（半小時的綜合節目，由Chuck Jones編導的節目，主要是Warner Brothers的節目），The Tex Avery Show（半小時的綜合節目，由Tex Avery編導的節目，主要是MGM的節目）
。以下節目則為已經停止播放的節目：The Atom Ant/Secret Squirrel Show，The Jetsons，Yogi Bear Show，Quick Draw McGraw，The Snorks，The Smurfs，Thunderbirds，Josie and the Pussycats，Hong Kong Phooey，Wacky Races，The Perils of Penelope Pitstop，The Huckleberry Hound Show，Jabberjaw，Banana Splits，Charlie Brown & The Snoopy Show，Captain Caveman and the Teen Angels，Help! It's The Hair Bear Bunch，Maisy，Sitting Ducks，神奇四俠，Centurions，Challenge of the GoBots，Droopy。

## 澳洲版本和亞太區播放頻道
澳洲版本的Boomerang 正式於2004年3月於部份Foxtel數碼播放，播放排列與英國版本類似；
香港則於2005年9月1日正式於now寬頻電視播放，和2006年初於香港有線電視播放Boomerang，直至2012年12月1日更名為Toonami和繼續在緬甸、柬埔寨、香港、菲律賓、印尼和新加坡播放，而台灣播出至2013年中。
直至2015年1月1日重新以本名義開播，並於香港、新加坡、菲律賓、印尼、緬甸繼續播出，但香港於2015年1月1日至2016年5月31日期間在無綫網絡電視播出，其後在2016年7月1日重新在now寬頻電視播放，2015年7月正式於馬來西亞播出 (初期經unifi TV播出 直至2020年12月15日經Astro 第619頻道播出, 接替即將在2020年底停播的Disney XD, Disney Channel和Disney Junior)，2016年11月正式於台灣播放，其後在2018年6月29日重新在香港有線電視播放。
2023年7月28日起，本頻道在亞太地區更名為Cartoonito並變更播放內容。

## 西班牙版本頻道
由2004年開始，西班牙版本的Boomerang 正式登陸，在"Digital Plus"的數碼平台和"Auua"有線電視平台播放，是Cartoon Network在週末下午的其中一個時段，播放的內容與英國版本相似，是舊華納兄弟、米亞梅和"Hanna-Barbera"的卡通製片，也有舊卡通人物的新製片，如寶貝樂一通，和"Duck Dodgers"。其他經典卡通如日本的"Heidi"和西班牙的"La vuelta al mundo de Willy Fog"("Around the World with Willy Fog)。

## 其他國家版本頻道

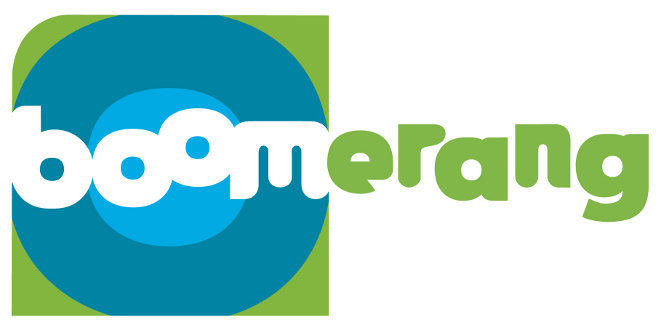
Boomerang 拉丁美洲自2006年4月3日開始使用的商標

Boomerang（拉丁美洲）和Boomerang（巴西），正式於2001年7月播放；在2006年4月3日開始，重組為普通卡通網絡頻道，如迪士尼頻道和"Nickelodeon"等，有現場直播節目，只在深夜繼續播放經典動畫。（如 "Nick at Nite"）2005年開始在荷蘭和比利時的數碼有線電視平台播放。
在2005年末，特納廣播表明它們會考慮在北歐一帶開始數條新頻道（現在已播放TCM、Cartoon Network和有線電視新聞網國際新聞網絡。），其中一條新頻道是Boomerang ，它們打算在不久將來與瑞典的DTT簽訂協議。
在2006年3月，菲律賓的收視戶可以在SkyCable的收費組合收看Boomerang；而在2006年6月，德國的卡貝爾德國（Kabel Deutschland）開始在收費電視播放Boomerang。

## 外部連結
- 美國官方網站 （页面存档备份，存于）
- 英國官方網站 （页面存档备份，存于）
- Boomerang 愛好者網站
- 歐洲版本網站

1. ↑  ,   [2024-12-27] （中文（简体））